# Phantasialand
Phantasialand est un parc à thèmes situé sur la commune allemande de Brühl, en Rhénanie-du-Nord-Westphalie, à une dizaine de kilomètres de Cologne. Phantasialand a été ouvert le 30 avril 1967 par Gottlieb Löffelhardt et Richard Schmidt dans une ancienne mine de lignite à ciel ouvert.
Il est, en 2023, le quatorzième parc d'attractions le plus visité d'Europe juste derrière Liseberg, en Suède. Il est aussi le deuxième parc d'attractions d'Allemagne derrière le mastodonte Europa-Park. Son record d'affluence sur une saison est en 2023 avec 2 140 000 de visiteurs, battant le précédent record de la saison 2022, s'élevant à 2 100 000 visiteurs.

## Chronologie

### Inauguration et débuts
Richard Schmidt, marionnettiste ayant travaillé pour la télévision et Gottlieb Löffelhardt, fondent pour 2,5 millions de deutschemark le parc Phantasialand dans une ancienne mine de lignite à ciel ouvert. Il ouvre pour la première fois le 30 avril 1967 et utilise comme base les marionnettes de Richard Schmidt. La première saison du parc voit affluer 400 000 visiteurs.
Le parc contient à l'ouverture la Forêt des contes (Märchenwald), des bateaux à rames, une aire de jeux pour enfants et le restaurant Le Hawaï. L'année suivante, un spectacle de dauphins, un circuit de bateaux pirates et l'attraction Mini scooter (qui sera modifié l'année d'après) ouvrira au parc.

### Années 1970
En 1970, la surface du parc s'agrandit afin d'inaugurer un nouveau quartier sous le nom d'Alt Berlin, qui s'inspire du Berlin des années 1920. La même année ouvre le parcours scénique Gondelbahn 1001 Nacht. Une réplique de la porte de Brandebourg est installé dans le nouveau quartier l'année suivante. L'année 1972 voit la construction d'un pont sur le lac du parc ainsi que la représentation scénique La serrure dans la Forêt des contes. En 1973, l'attraction Casa Magnetica, un mini-golf près de la porte de Brandebourg et le restaurant Cafe Oriental ouvrent dans le parc.
En 1974, le parc ouvre un monorail du nom de Phantasialand-Jet, ainsi que les bûches Wildwasserbahn dans le nouveau quartier au thème western Silver city, inauguré la même année. Par la suite, les montagnes russes Gebirgsachterbahn (Bobbahn 1) ouvrent en 1975, avec l'apparition d'un décor de rocher massif l'année suivante pour une isolation sonore de l'attraction.
En 1977 ouvre le théâtre Scala, avec l'année suivante les montagnes russes Grand Canyon Bahn (Bobbahn 2) au même endroit que Gebirgsachterbahn.

### Années 1980
Le 5 juin 1981 est inauguré le Tanagra Theater. Le parcours scénique Geister Rikscha ouvre dans un nouveau quartier du nom de China Town, inauguré la même année. Une nouvelle entrée sur le parc via ce quartier est créée pour l'occasion. Un cinéma 360° sous le nom Ciné 2000 est installé l'année suivante.
En 1984, le parcours scénique Silbermine ouvre. En 1986, le spectacle d'animatroniques Die Star Parade prend place au Scala Theater. L'année suivante, le spectacle The Magic World of Siegfried & Roy est joué au Ciné 2000.
En 1988, les montagnes russes intérieures Space Center ouvrent.

### Années 1990
En 1990, le parc ouvre Hollywood Tour, une attraction de type barque scénique. L'année suivante voit la fermeture d'Aqua Theater et son delphinarium. En 1992, les bûches Wildwasserbahn est scindé en 2 parcours de bûches, prenant alors le nom de Stonewash Creek & Wildwash Creek. Le nombre de bateaux pour l'attraction est augmenté l'année suivante, avec l'ouverture dans le parc de Walzertraum.
En 1994 ouvre le cinéma dynamique Galaxy, diffusant le court-métrage Asteroid Adventure. L'année suivante, Crazy Dance, une attraction de type Breakdance, est installé dans la tente du spectacle Magic World of Siegfried & Roy. En 1995, le parcours de montagnes russes Colorado Adventure est inauguré par Michael Jackson. L'attraction Crazy Dance est remplacée par une autre du même type, sous le nom de Crazy Loop.
En 1998 ouvre dans le quartier Mystery l'attraction Mystery Castle, une tour de chute. Les bûches Stonewash Creek & Wildwash Creek reçoivent de leur côté une isolation sonore sous forme de décors. Dans le même temps, Robert Loffelhardt, le fils de Gottlieb Loffelhardt, devient le directeur de Phantasialand.
L'année suivante, une installation similaire est construite pour le parcours de montagnes russes Colorado Adventure, ainsi que pour le Silverado Theater. Le Scala Theater est également modifié afin de diffuser le film en 3D Pirate 4D. Enfin, l'attraction Le Condor est rebaptisée Kodak Tower.

### Années 2000
En 2000, des attractions et restaurants changent de nom : Mexico Don Pedro devient Hacienda Don Pedro, Western Snack devient Little Joe's et le petit Paris devient le Cristalion. Également, le théatre Arena de Fiesta est agrandi et l'attraction Jumbo est revendue. En 2001, une zone du nom de Kinderland, à l'arrière de la porte de Brandebourg est créée afin de déplacer certains manèges pour enfants (dont une partie est déjà présente depuis l'année précèdent). Le parcours de montagnes russes Space Center est transformé pour devenir Temple of the Night Hawk.
Le 1ᵉʳ mai 2001, un incendie se déclenche dans les montagnes russes Grand-Canyon-Bahn et Gebirgsachterbahn, touchant également le Tanagra Theater. L'évènement blessera 63 personnes et entraînera la fermeture du parc durant 15 jours, qui seront utilisés pour démolir et fermer Gebirgsachterbahn ainsi que nettoyer les zones endommagées du parc,,.
En 2002, les montagnes russes Winja's Fear & Winja's Force ouvrent dans une nouvelle zone du parc du nom de Wuze Town, avec l'attraction pour enfants Tittle Tattle Tree. Deux autres attractions ouvrent également : les bouées River Quest, construit pour remplacer Gebirgsachterbahn, ainsi que l'attraction Feng Ju Palace. Le Silverado Theater accueille un nouveau spectacle du nom de Beat Of The Bronx.
En 2003, deux hôtels ouvrent leurs portes : le Smokey's Digger Camp (Camp Tipi) et l'hôtel Phantasia. L'année suivante, le Breakdance Crazy Loop est fermé par le parc. En 2005, le cinéma dynamique Galaxy est transformé pour devenir Race for Atlantis.
En 2006, le parc inaugure une nouvelle zone du nom de Deep in Africa avec les montagnes russes inversées Black Mamba. La même année, l'attraction Kodak Tower est démontée. En 2007, l'attraction de type Top Spin du nom de Talocan ouvre, ainsi que l'attraction pour enfants Wirtl’s Tauben Turm. La Fôret des contes, présente depuis l'ouverture du parc, est fermée la même année. Dans le même temps, le parc acquiert 16 hectares pour s'agrandir.
En 2008, l'hôtel Matamba ouvre ses portes et le monorail Phantasialand-Jet ferme. L'année suivante, le Splash Battle Wakobato ouvre et les attractions Gondelbahn 1001 Nacht et Walzer Traum ferment.

### Années 2010
En 2010, cinq nouvelles attractions ouvrent dans le quartier Wuze town : Der Baumberger Irrgarten, Die Fröhliche Bienchenjagd, Wolke's Luftpost, Der Lustige Papagei et Würmling Express, inauguré plus tard que les autres, le 22 juillet,.
Le 21 mars 2011, le parc annonce officiellement, par son site internet et une vidéo, un parcours scénique interactif du nom de Maus au Chocolat, qui ouvre par la suite en soft opening en juin dans le quartier Alt Berlin . Le parc ouvre également au début de la saison, au sein d'une nouvelle place, les chaises volantes Wellenflieger. L'attraction pour enfants Tikal ouvre durant cette saison. Pendant le mois de novembre, les attractions Stonewash Creek & Wildwash Creek et Casa Magnetica sont démolit.
En 2012, l'attraction Verrücktes Hotel Tartüff ouvre en soft opening au mois de juin, à proximité de Maus au Chocolat. Il est inauguré officiellement le 26 juin. Le parc installe durant le mois de juin à l'intérieur du parc une maquette d'un projet pour une future attraction du nom de Chiapas, annoncé pour 2013. Le chantier se situe alors à l'emplacement de l'ancienne attraction Stonewash Creek & Wildwash Creek.
Cependant, le chantier prend du retard et l'ouverture de Chiapas se voit repousser pour le printemps 2014. Le parc annonce au début de la même année par une lettre d'information la fermeture de l'attraction Silbermine et le restaurant Hacienda Don Pedro, en vue de la construction d'une nouvelle attraction.
Le 30 juin 2016, le parc ouvre, après deux ans de travaux, une nouvelle zone thématique du nom de Klugheim et faisant partie du quartier Mystery, contenant les montagnes russes Taron et Raik, avec le restaurant Rutmor's Taverne. Ces nouveautés se situent à l'emplacement de l'ancienne attraction Silbermine.
En 2019, les montagnes russes Temple of the Night Hawk change de thème et ré-ouvre sous le nom de Crazy Bats pour devenir une expérience en réalité virtuelle à l'aide de casques.

### Années 2020
Le 17 septembre 2020, le parc ouvre en soft opening un nouveau quartier thématique sous le nom de Rookburgh qui comprend deux restaurants, une boutique et l'hôtel Charles Lindbergh ainsi que les montagnes russes F.L.Y.,. Le 12 juillet 2022, l'attraction Deep in Africa - Adventure Trail ouvre au public.

## Quartiers thématiques
Source : PHL-Infos.de
Le parc est divisé en plusieurs zones très variées et à thème :
| Nom du quartier             | Description                                                                                                   | Année | Photo |
| --------------------------- | --- | ----- | ----- |
| Alt Berlin (avec Rookburgh) | Cette zone figure le Berlin des années 1920                                                                   | 1970  |       |
| China Town                  | China Town est un quartier évoquant la Chine Impériale.                                                       | 1981  |       |
| Deep In Africa              | Quartier s'inspirant de l'Afrique de l'Ouest (bâtiment en Adobe) avec paysage de savane et de forêt tropical. | 2006  |       |
| Fantasy                     | Ce quartier accueille Wuze Town, cité mystérieuse d'une civilisation enfouie, et ses alentours                | 2002  |       |
| Mexico                      | Décoré sur le thème du Mexique                                                                                | 1973  |       |
| Mystery                     | Une partie du parc dédiée au mystère et au surnaturel.                                                        | 1998  |       |

## Attractions

### Montagnes russes
| Nom                          | Type                                  | Constructeur         | Année             | Photo |
| ---------------------------- | ------------------------------------- | -------------------- | ----------------- | ----- |
| Black Mamba                  | Montagnes russes inversées            | Bolliger & Mabillard | 24 mai 2006       |       |
| Colorado Adventure           | Train de la mine                      | Vekoma               | 11 mai 1996       |       |
| Winja's Fear & Winja's Force | Duel de montagnes russes tournoyantes | Maurer Rides         | 20 mars 2002      |       |
| Raik                         | Montagnes russes junior boomerang     | Vekoma               | 30 juin 2016      |       |
| Taron                        | Montagnes russes lancées              | Intamin              | 30 juin 2016      |       |
| Crazy Bats                   | Montagnes russes en intérieur         | Vekoma               | 1er avril 1988    |       |
| F.L.Y.                       | Montagnes russes volantes lancées     | Vekoma               | 17 septembre 2020 |       |

### Parcours scéniques
| Nom              | Type                          | Constructeur                 | Année       | Photo |
| ---------------- | ----------------------------- | ---------------------------- | ----------- | ----- |
| Geister Rikscha  | Parcours scénique / Omnimover | Anton Schwarzkopf            | 1981        |       |
| Hollywood Tour   | Barque scénique               | Intamin                      | 1990 - 2020 |       |
| Hotel Tartüff    | Palais du rire                |                              | 2012        |       |
| Feng Ju Palace   | Mad House                     | Vekoma                       | 2002        |       |
| Maus au Chocolat | Parcours scénique interactif  | Alterface / ETF Ride Systems | 2011        |       |

### Attractions aquatiques
| Nom                 | Type                     | Constructeur       | Année | Photo |
| ------------------- | ------------------------ | ------------------ | ----- | ----- |
| Chiapas             | Bûches                   | Intamin            | 2014  |       |
| River Quest         | Rivière rapide en bouées | Hafema             | 2002  |       |
| Wakobato            | Splash Battle            | Preston & Barbieri | 2009  |       |
| Wözl's Wassertreter | Pédalos                  |                    | 2004  |       |

### Attractions à sensations
| Nom            | Type                 | Constructeur          | Année          | Photo |
| -------------- | -------------------- | --------------------- | -------------- | ----- |
| Mystery Castle | Bungee Drop          | Intamin               | 1998           |       |
| Talocan        | "Suspended Top Spin" | Huss Park Attractions | 23 mai 2007    |       |
| Wellenflieger  | Chaises volantes     | Zierer                | 1er avril 2011 |       |

### Attractions pour enfants
| Nom                        | Type                         | Constructeur       | Année |
| -------------------------- | ---------------------------- | ------------------ | ----- |
| Bolles Flugschule          | Manège d'avions              | Preston & Barbieri | 2009  |
| Bolles Riesenrad           | Mini grande roue             | Preston & Barbieri | 2009  |
| Bumper Klumpen             | Autos-tamponneuses           | Barbieri           | 2003  |
| Der Baumberger Irrgarten   | Labyrinthe                   |                    | 2010  |
| Der Lustige Papagei        | Crazy Bus                    | Zamperla           | 2010  |
| Die Fröhliche Bienchenjagd | Jump Around                  | Zamperla           | 2010  |
| Dampfkarussel              | Carrousel de chevaux de bois | Barbieri           | 1998  |
| Octowuzy                   | Terrain de jeux              |                    | 2003  |
| Tikal                      | Tour de chute junior         | Zierer             | 2011  |
| Tittle Tattle Tree         | Voyage vertical              | Vekoma             | 2003  |
| Wirtl’s Taubenturm         | Tower                        | Heege              | 2007  |
| Wolke's Luftpost           | Magic Bike                   | Zamperla           | 2010  |
| Wözl's Duck Washer         | Tasses                       | Barbieri           | 2003  |
| Wupi's Wabi Wipper         | Tour de chute junior         | Barbieri           | 2003  |
| Würmling Express           | Monorail                     | Metallbau Emmeln   | 2010  |

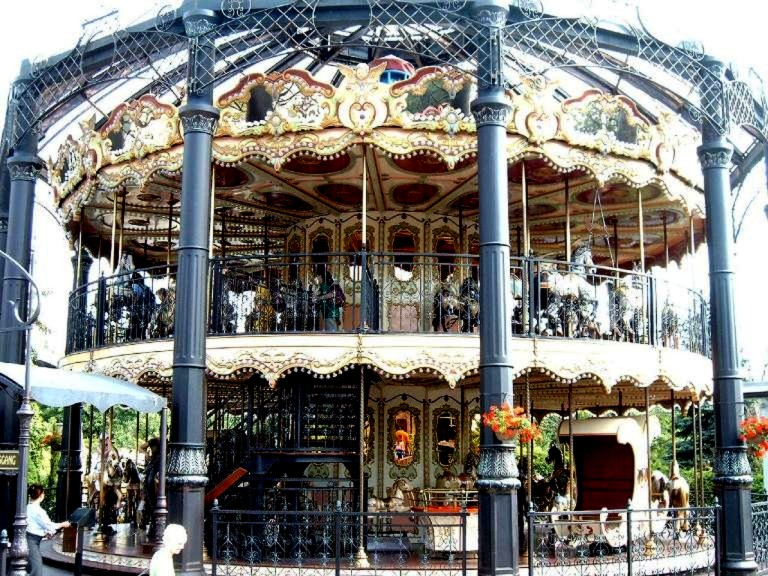
Carrousel de chevaux de bois à double étage
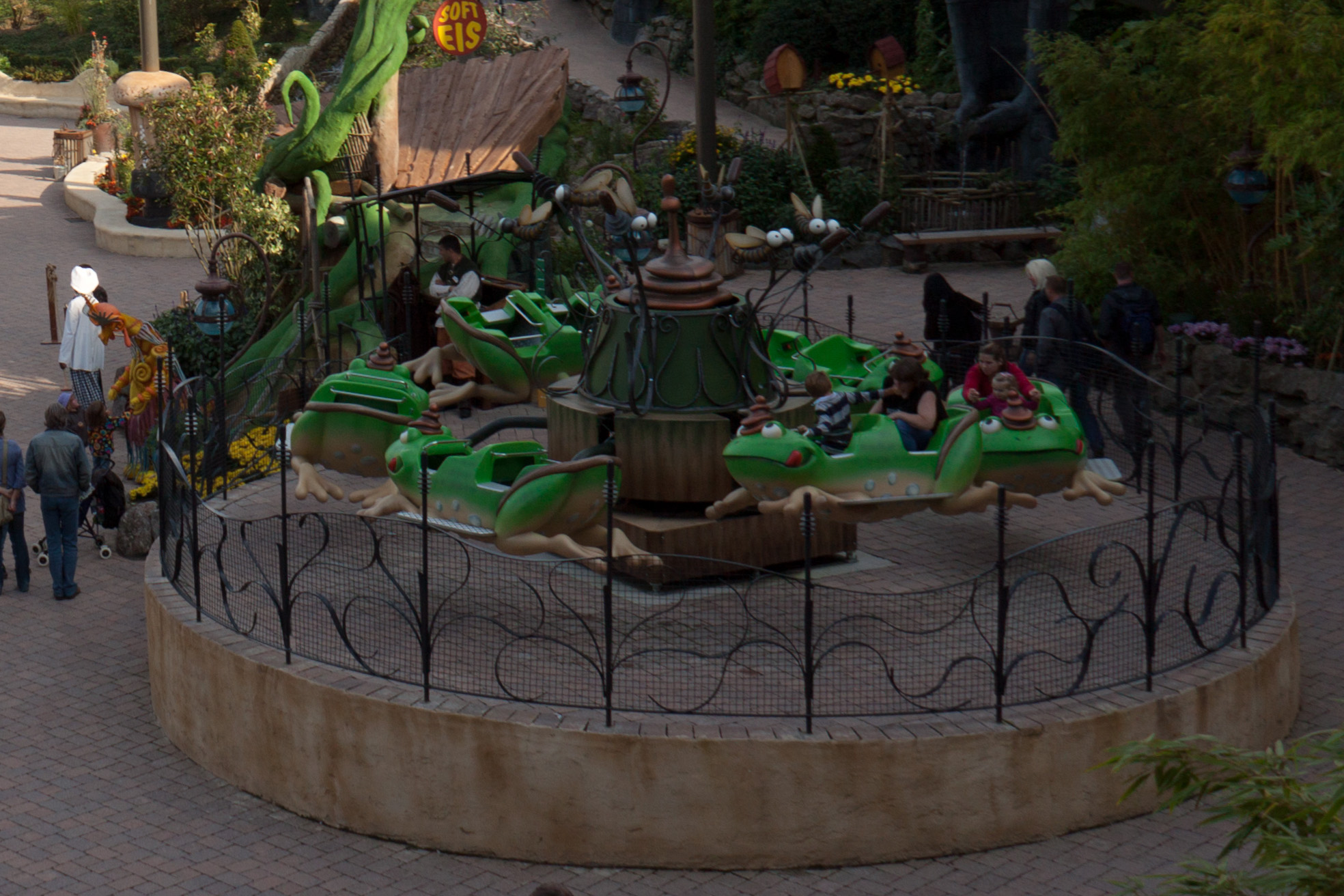
Die Fröhliche Bienchenjagd
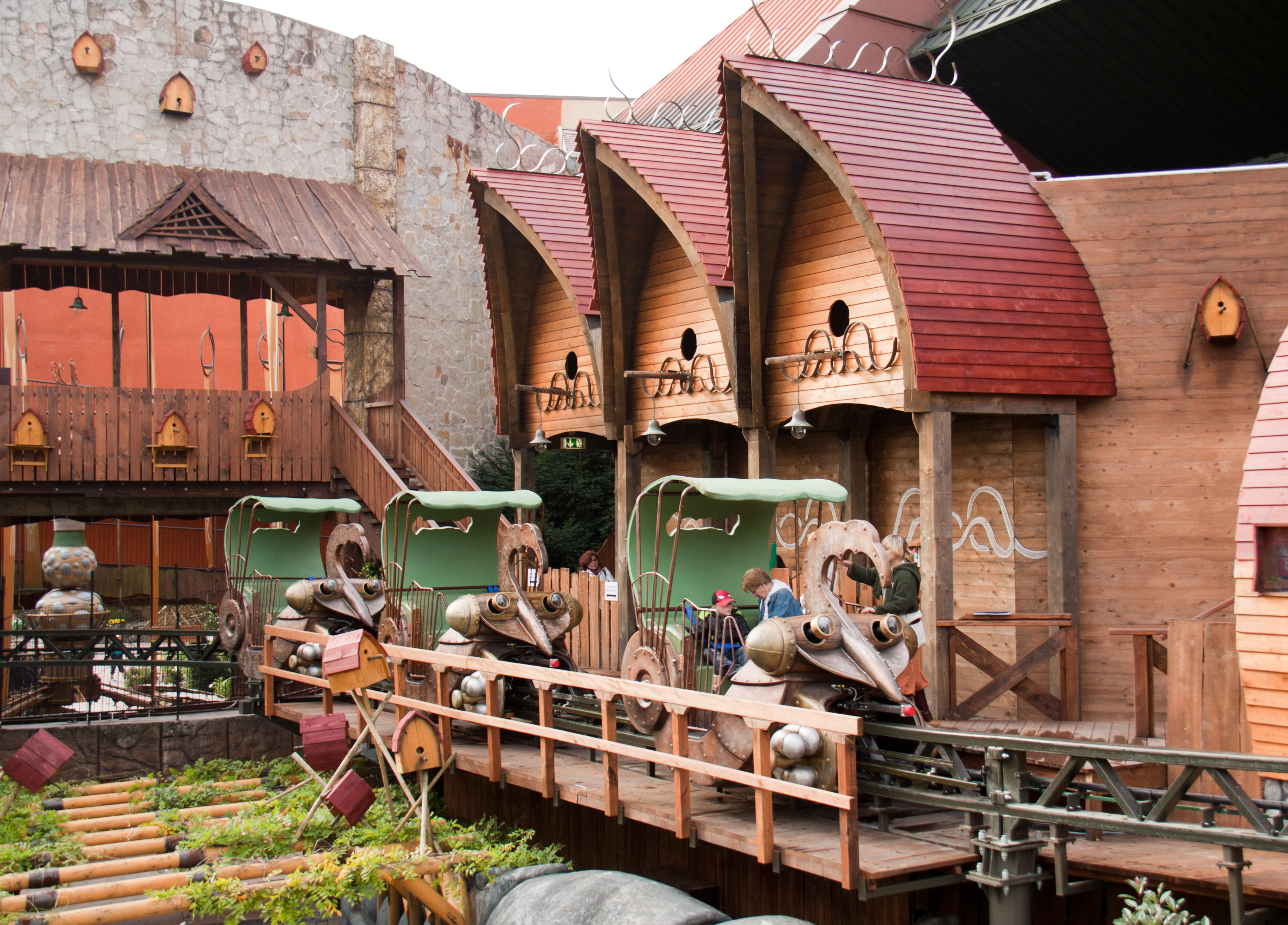
Würmling Express
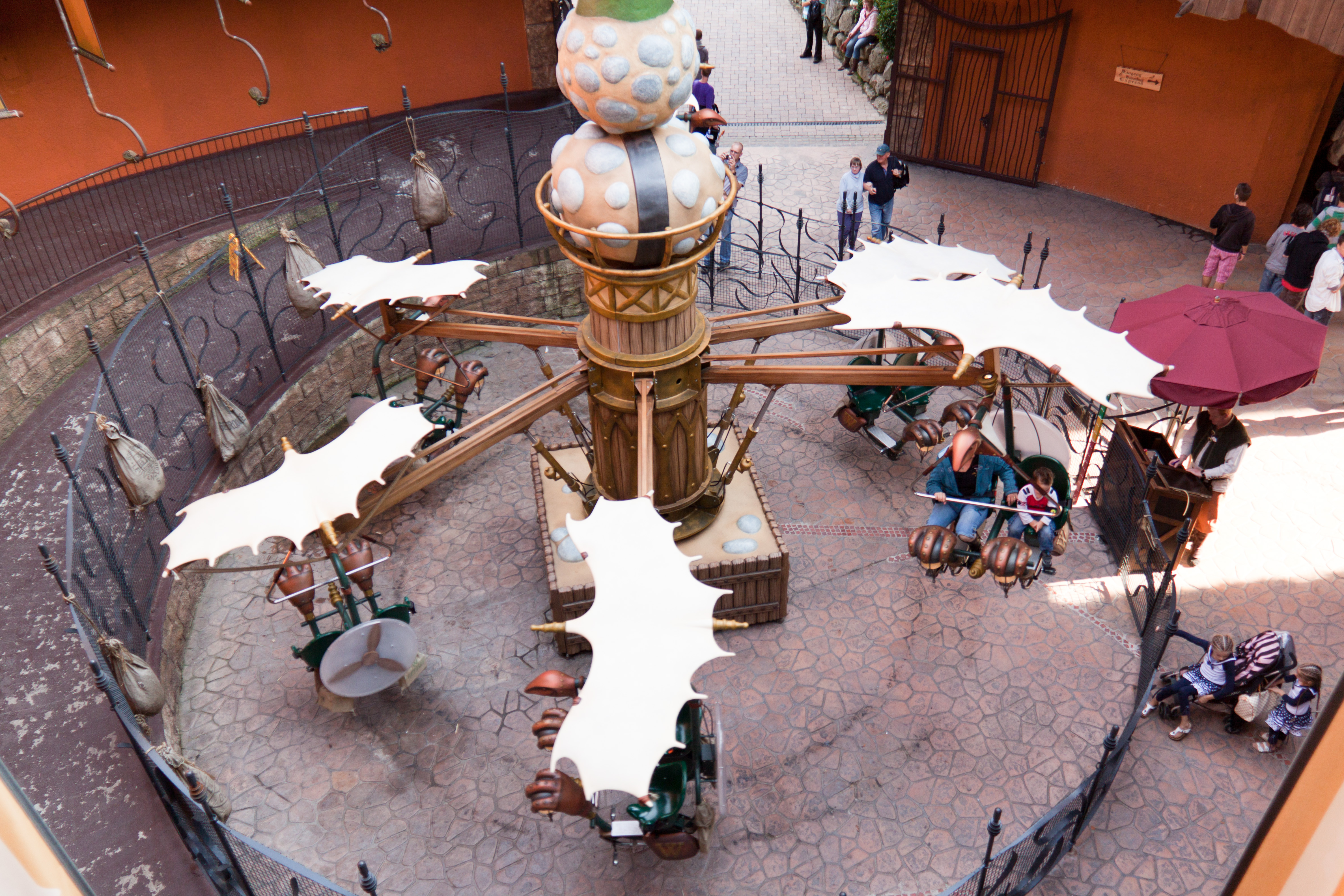
Wolke's Luftpost
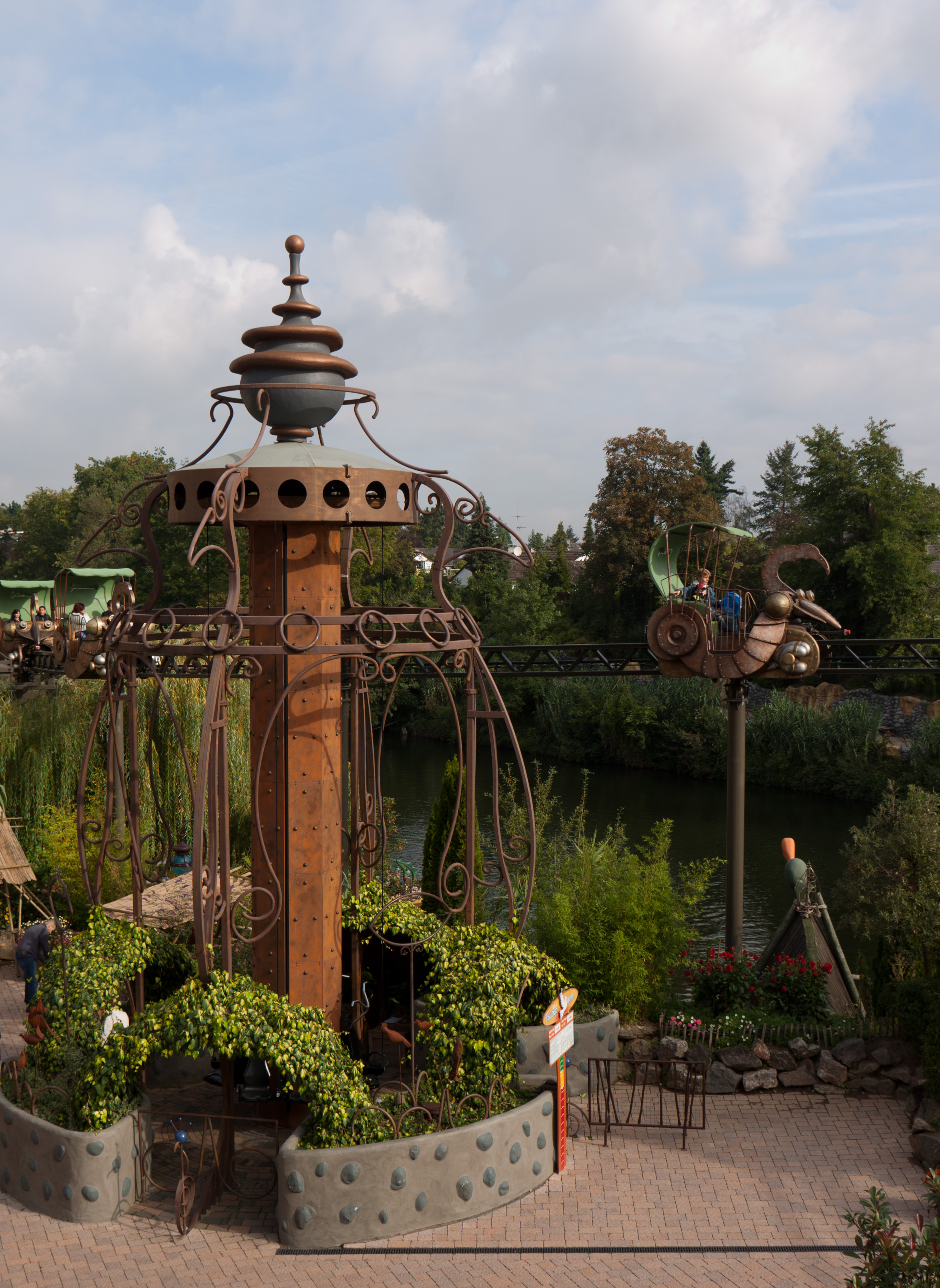
Wirtl’s Taubenturm
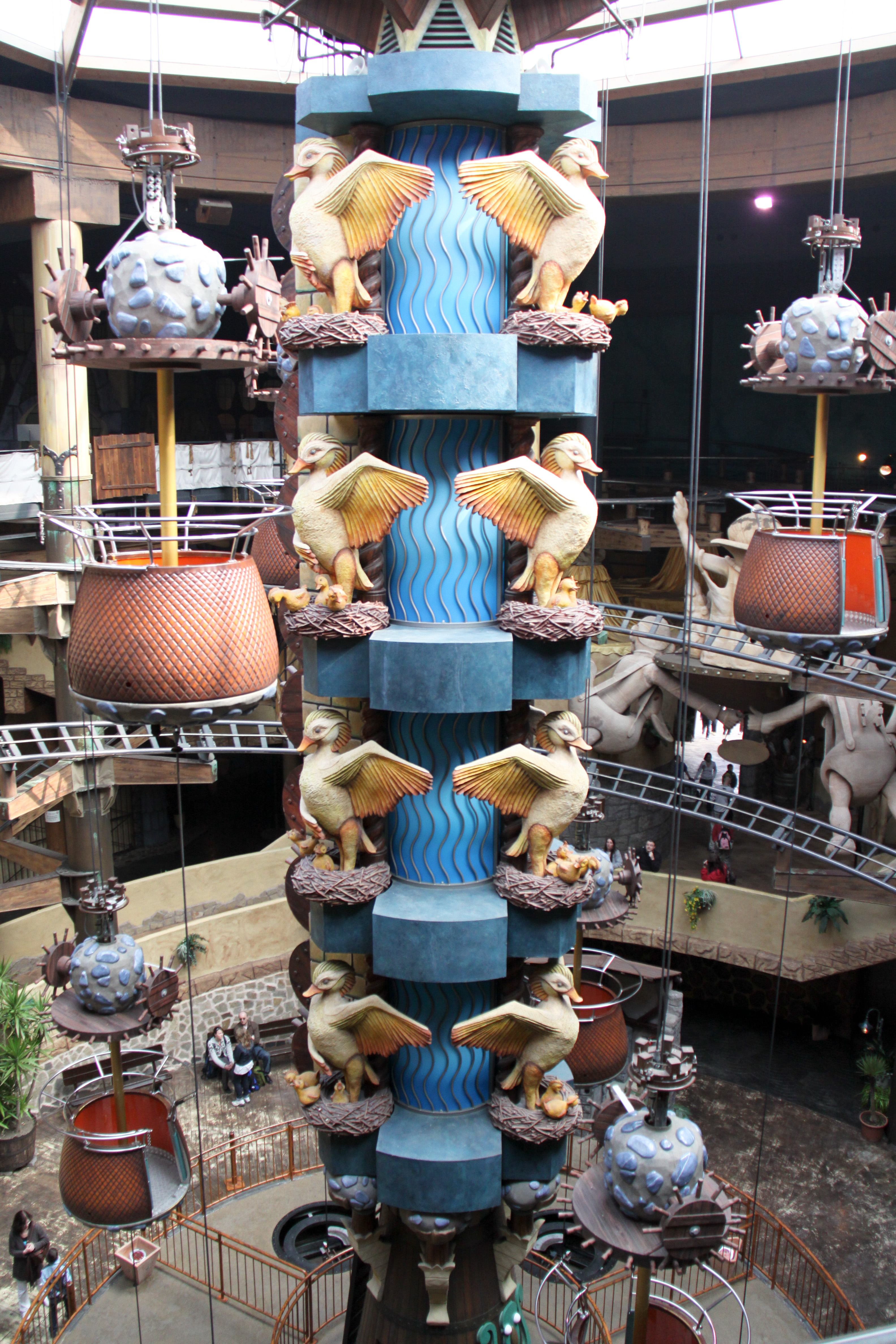
Tittle Tattle Tree

## Spectacles
Les spectacles :

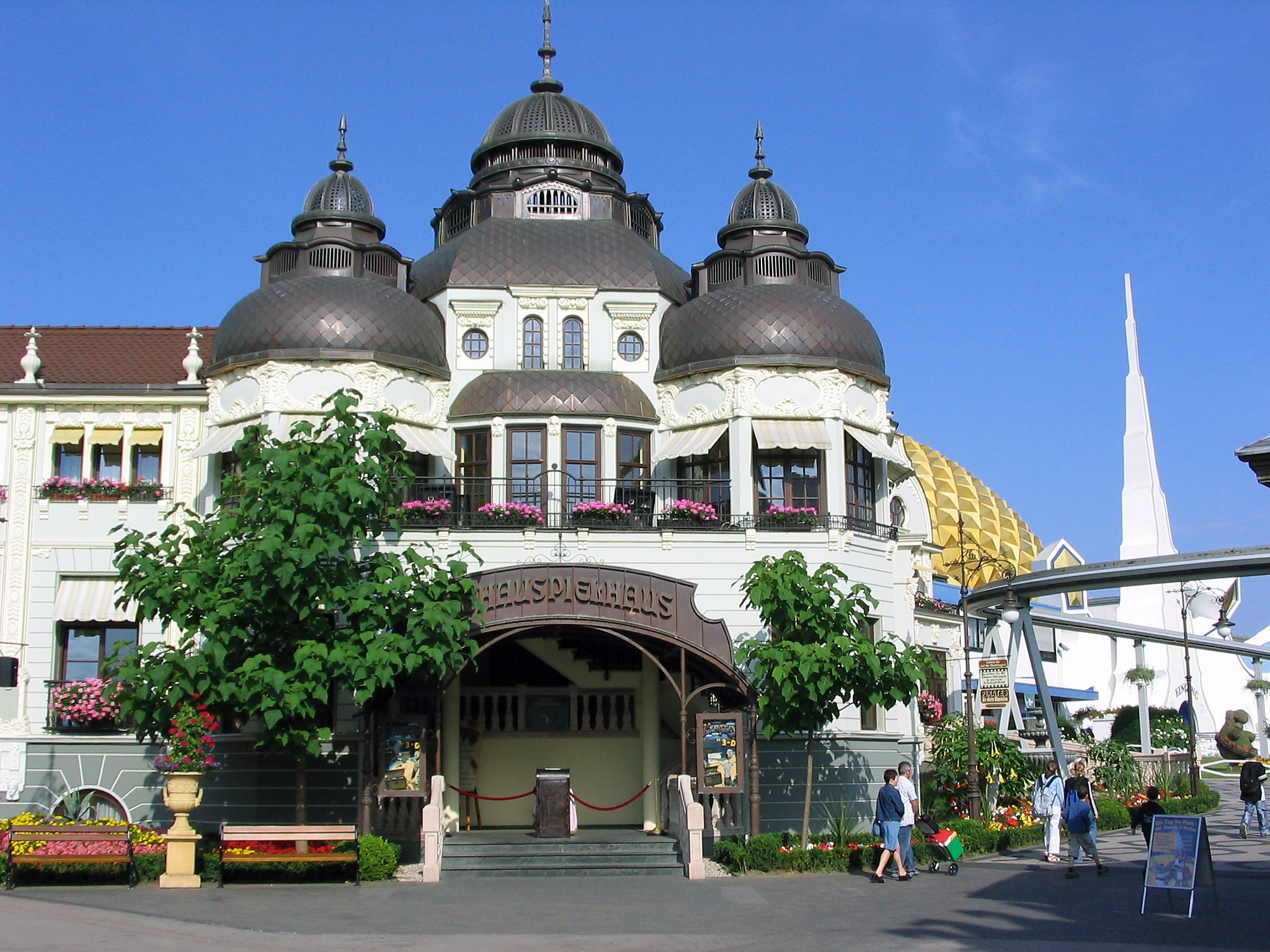
Entrée du cinéma 4-D.

- Jardin d'hiver : Musarteum –Quand les fantômes rêvent Parfaite maîtrise du corps, chorégraphie entraînante, charme et humour offrent un palpitant divertissement dans le spectacle ;
- Arène de Fiesta : Ice College 2019 Un spectacle de patinage artistique ;
- Silverado théâtre : Jump!, une comédie avec des cascades et du Breakdance ;
- China Town scène en plein air : un spectacle d'acrobates venant de Chine ;
- Pirates aus 4D : Un film 4D avec de nombreux acteurs hollywoodiens dans les rôles principaux.

Les spectacles de rue :
- Alt Berlin Scène de lumière : le Bauklötzchen-Wunder (Spectacle pour des enfants) ;
- Silver ville ;
- Wuze Town : Jardins et plantes.

Les parades :
- Phanti-Parade ;
- Parade de lumière Miracle of Light (2002-2006).

## Hébergement
Phantasialand possède un hôtel 4 étoiles portant le nom Ling Bao, un hôtel 3 étoiles supérieur Matamba et un 3e hôtel Charles Lindbergh ouvert depuis 2020.
L'hôtel 4 étoiles Ling Bao possède 165 chambres de type standard pouvant accueillir jusqu'à 4 personnes et 10 suites à thème. L'hôtel 3 étoiles Matamba possède 109 chambres familiales pouvant accueillir jusqu'à 6 personnes et 8 suites à thème.
L'hôtel Ling Bao a également une piscine extérieure et une piscine intérieure ainsi qu'un sauna, un hammam et spa. Il possède 3 restaurants, un spécial buffet de spécialités asiatiques, un à la carte et un autre un peu plus chic, où les serveurs chantent des chansons d'amour.
L'hôtel Matamba possède un restaurant buffet de spécialités africaines et un lounge-bar-restaurant à la carte.

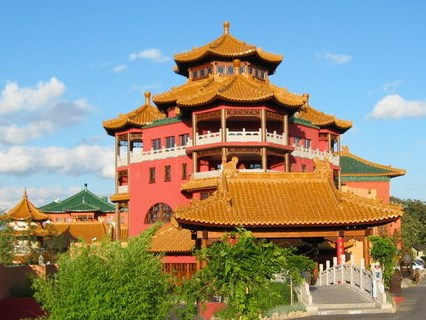
Hôtel Ling Bao
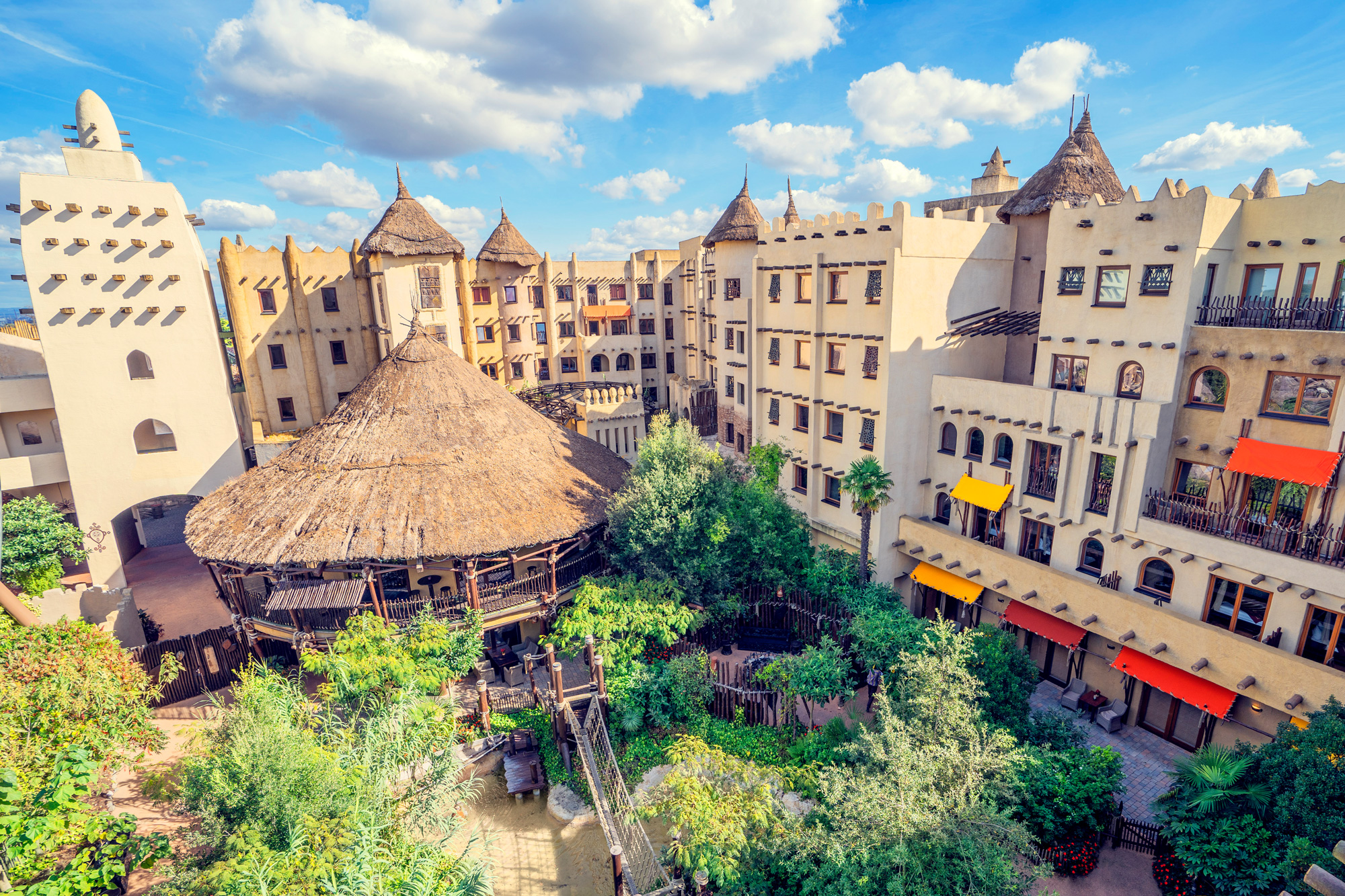
Hôtel Matamba
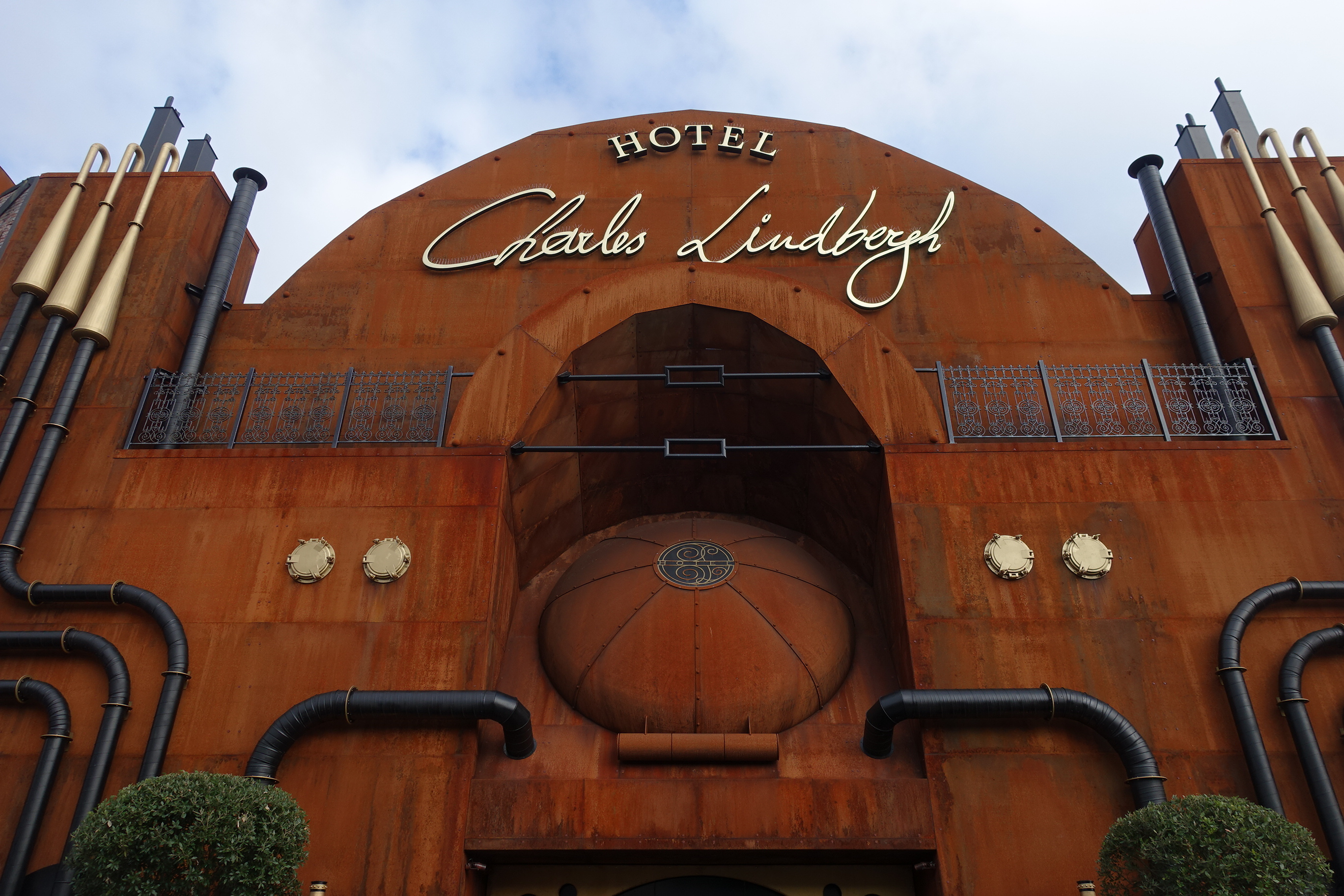
Hôtel Charles Lindbergh

## Extension du parc
(mars 2025).
Malgré ses deux millions de visiteurs annuels, l’avenir de Phantasialand est pour le moment très incertain. En effet, le parc est aujourd’hui à court d’espace pour se développer et les 28 hectares qu’il occupe sont rentabilisés à leur maximum. Impossible donc de construire les nouvelles attractions indispensables pour faire revenir les visiteurs d’année en année. Actuellement, près de 90 % d’entre eux sont déjà venus au moins une fois dans le parc.
De ce fait, depuis maintenant neuf ans, Phantasialand est à la recherche de nouveaux terrains pour se développer.
La seule option est un espace de 30 hectares situé à l’ouest du parc, derrière l’entrée principale. Malheureusement pour Phantasialand, une partie de celui-ci s’avère être une zone naturelle classée, comportant 50 000 arbres et un lac au bord duquel vivent une trentaine d’espèces animales, dont certaines sont protégées.
Le 22 avril 2004, le conseil municipal de la ville de Brühl s'est prononcé en faveur du changement du statut des terrains de la zone naturelle. Pour l'instant, seul un accord pour 16 hectares sur 30 a été trouvé entre le parc et les élus des deux bords politiques du Landtag de Rhénanie-du-Nord-Westphalie. Leur décision a été rendue le 19 septembre 2008 et Phantasialand avait obtenu l'autorisation de s'agrandir de 16 hectares. Concernant les 14 hectares restants, conseillers libéraux et socialistes ne s’entendent pas sur l’avenir de la zone protégée qui pourrait être remplacée par une autre parcelle située plus au nord.
Toutefois, cet avis n’a pas convaincu les associations écologistes, très vite rejointes dans leur mouvement d’opposition par des riverains angoissés par un éventuel agrandissement du parc, synonyme de nouvelles nuisances sonores.
De son côté, Phantasialand répond que cette expansion est une nécessité absolue, ne serait-ce que pour faire face à la concurrence. À cela s’ajoute un argument économique de taille : l’agrandissement du parc entraînerait la création de 1 200 nouveaux emplois ainsi que de nombreuses retombées financières pour la région (Phantasialand a rapporté en 2007 quatre millions d’euros aux entreprises locales). En ce qui concerne la question écologique, Achim Behm, porte-parole du parc, répond que Phantasialand est tout à fait conscient du problème et qu’il sera naturellement fait appel à des spécialistes du domaine lors des phases d’étude du développement des nouveaux terrains.
En 2008, Phantasialand se disait satisfait de cette avancée. « Ces 16 hectares vont nous permettre de respirer et de développer de nouveaux projets, explique Achim Behm. Toutefois, à long terme, nous aurons quand même besoin des 30 hectares, il en dépend de la survie du parc dans l’avenir. »
En 2010, trois « options ouest » sont proposées pour permettre cet agrandissement en tenant compte de la forêt protégée et des possibles nuisances sonores.
La 1re des trois options représenterait un agrandissement total de 29,9 hectares et éviterait la réserve naturelle « Mare aux canards » qui s'étend jusqu'à l'intersection Phantasialandstraße / Berggeiststraße. La zone d'expansion s'étendrait ensuite à l'ouest de la Phantasialandstraße, au sud de l'étang jusqu'à l'autoroute A553. La 2e option, qui est privilégiée, couvre 28,7 hectares. Le bois au nord de la réserve naturelle serait touché ainsi que le bois à l'ouest de la Phantasialandstraß, en épargnant ainsi les étangs. La 3e option représenterait 28,1 hectares mais n'est pas réalisable selon le parc car les propriétaires des terrains ne sont pas disposés à vendre.
Mais quoi qu’il en soit, chacune de ces alternatives serait satisfaisante selon le parc. Le 8 octobre 2010, le conseil régional décidera comment procéder, les riverains et écologistes auront ensuite leur mot à dire. Une décision sera ensuite prise, mais elle ne viendra qu'au plus tôt en 2011.

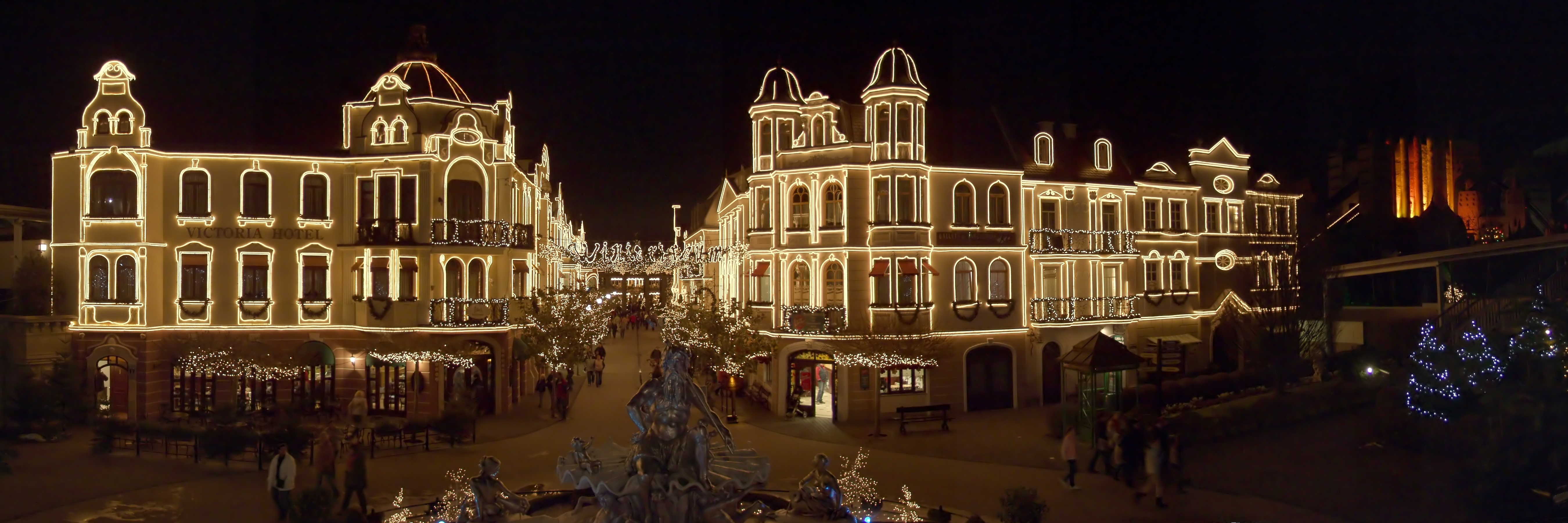
Par une nuit hivernale.

## Fréquentation
Fréquentation annuelle 

1 750 000 (2019)
2 100 000 (2022)
2 140 000 (2023)